# 国際大学校 (京畿道)
国際大学校（ククチェだいがっこう）は大韓民国京畿道平沢市長安洞（チャンアンドン）山45番地に所在する私立の2・3・4年制大学。学生数は約4,500名（2008年3月現在）。

## 沿革
- 1996年12月 - 平沢工業専門大学として設立認可。
- 1997年3月 - 開校。
- 1998年6月 - 平沢工科大学と改称。
- 1998年10月 - 京文大学（경문대학 キョンムンデハク）と改称。
- 2006年9月 - 国際大学と改称。
- 2012年3月 - 国際大学校と改称。

## 学科
- 工学系列
  - 自動車学部、鉄道電気科、建築学部、コンピュータ学部、情報通信学部、デザイン学部
- 人文社会系列
  - 観光経営学部、社会福祉科、税務会計科、乳児保育美術科、嬰乳児保育科、警護警察科
- 自然科学系列
  - ファッションデザイン科、保健学部、ビューティーデザイン学部、ファッション繊維コーディネーション科
- 芸体能系列
  - 映像文芸科、生活体育科、実用音楽科
- 放送映像系列
  - モデル科、放送学部

## 附属機関
- 図書館
- 電子計算所
- 自動車技術研究所
- デザイン研究所
- 情報産業研究所

## 公式サイト
- 公式サイト（韓国語）